# Problepsis subjunctiva
Problepsis subjunctiva là một loài bướm đêm trong họ Geometridae.